# Silvestre Siale Bileka
Silvestre Siale Bileka (nascut en 1939?) és un polític equatoguineà, antic primer ministre i president de la Cort Suprema.
Bileka va servir com a Primer Ministre de Guinea Equatorial del 4 de març 1992 a l'1 d'abril de 1996. És membre del Partit Democràtic de Guinea Equatorial. Bileka també va exercir com a President de la Cort Suprema des de gener de 2000, i va presentar la seva renúncia al President Teodoro Obiang Nguema el gener de 2004. La raó oficial de la seva renúncia va ser "no ser capaç d'aconseguir el resultat desitjat en termes de millora del funcionament del poder judicial". Va ser el primer alt funcionari de l'Estat a renunciar, a diferència de ser despatxat pel President com aquest despatxava habitualment als seus col·legues.